# داريو ديلا فالي
داريو ديلا فالي (31 مارس 1899 – 1944) هو ملاكم إيطالي راحل، مثّل بلاده في الألعاب الأولمبية الصيفية 1920.

## روابط خارجية
داريو ديلا فالي على موقع أوليمبيديا (الإنجليزية)